# 鹿之谷車站
鹿之谷站（日语：／ Shikanotani eki */?）是位於北海道夕張市鹿之谷三丁目，隸屬於北海道旅客鐵道（JR北海道）石勝線（夕張支線）已廢止的鐵路車站。車站編號為Y24。電報略號為。
於北海道煤礦汽船的全盛時期，車站周圍的鹿之谷地局遍佈該公司幹部居住的高級住宅，而北海道夕張北高等學校及北海道夕張工業高校的學生亦會於本車站聚集。

## 歷史
過去是夕張鐵道線的轉車站，因此於本車站設置大範圍的車廠及養路區。但由於平和煤礦關閉及夕張鐵道線廢線，車站範圍大幅減少。
- 1901年（明治34年）12月1日 - 北海道煤礦鐵道（日语：北海道炭礦鉄道）清水澤至夕張之間開設新車站。
- 1906年（明治39年）10月1日 - 北海道煤礦鐵道的鐵道路線因鐵道國有化，由官設鐵道（日本國有鐵道）接管。
- 1908年（明治41年）10月25日 - 石狩煤礦於本車站連接2.9km的若菜邊專用鐵道，連接該公司的若鍋礦選煤場。
- 1909年（明治42年）
  - 10月12日 - 按照國有鐵道的制定，本車站歸屬於夕張線。
  - 11月6日 - 石狩煤礦於本車站連接2.9km的專用鐵道連接該公司的熊之澤選煤場。
- 1926年（大正15年）10月14日 - 夕張鐵道線栗山至夕張本町路段開始營運，並使用本車站。
- 1933年（昭和8年）10月31日 - 若菜邊專用鐵道廢線。
- 1971年（昭和46年）11月15日 - 夕張鐵道線本車站至夕張本町路段廢線。而栗山至本車站路段停止旅客業務。
- 1975年（昭和50年）4月1日 - 夕張鐵道線廢線。
- 1981年（昭和56年）
  - 5月25日 - 取消貨物裝卸業務。
  - 10月1日 - 夕張線改稱為石勝線，本車站歸屬於石勝線支線。
- 1984年（昭和59年）
  - 2月1日 - 取消行李裝卸業務。
  - 4月1日 - 車站無人化。
- 1987年（昭和62年）4月1日 - 由於國鐵分割民營化，車站由JR北海道管理。
- 2019年（平成31年）4月1日 - 隨著石勝線夕張支線廢線，本站廢止。

## 車站構造
廢站時為側式月台1面1線的地面車站，亦是無人車站。

## 載客量
- 1998年度的每天載客量為47人。

## 車站周邊
- 鹿之谷郵局
- 夕張鹿鳴館
- 幸福的黃手絹回憶廣場
- 夕張鐵道本社（同時設置巴士總站）
- 夕張鐵道（夕鐵巴士）、北海道中央巴士「鹿之谷站前」站牌

## 相鄰車站
北海道旅客鐵道
石勝線（夕張支線）
清水澤（Y23）－鹿之谷（Y24）－夕張（Y25）
夕張鐵道線
營林署前－鹿之谷－末廣

## 外部連結
- 全驛訪問之旅（页面存档备份，存于）